# Igreja Matriz de Pavia
A Igreja Matriz de Pavia ou Igreja Matriz de São Paulo está localizada na Freguesia portuguesa de Pavia, no município de Mora (Portugal).
Foi edificada dentro do velho e destruído amuramento que protegeu o paço fortificado dos Condes do Redondo. Nenhum documento histórico, conhecido, se refere às suas origens e fundamentos, sendo as épocas dominantes do Século XIV ao Século XVI.
A Igreja Matriz de Pavia encontra-se classificada como Monumento Nacional desde 1939.

## História e descrição
Sucedeu  à primeira igreja curada de Santa Maria, que já tinha existência paroquial no reinado de D. Dinis, em 1320. O edifício foi construído, segundo o exame da sua arquitectura, nos primeiros anos do século XVI, no estilo arcaizante dos templos fortalezas.
Voltada para a banda do ocidente, a igreja oferece, nos prospectos laterais, a majestosa e severa perspectiva de silhueta acastelada, protegida de sete torrelas cilíndricas, de andares, sobrepujadas de cones estilizados e coroa de ameias tipo muçulmano, de alvenaria grosseiramente rebocada.
A porta travessa meridional é a primitiva, feita de rudes blocos de aparelho, com aro gótico, de chanfraduras, ábacos e capitéis esmagados para recobrimento de cal. Semi-destruídos, no mesmo alçado, alguns degraus e patim de acesso ao velho campanário exterior, em cujo flanco terminal e embutido na estrutura da torre, subsiste uma torrinha lateral.
A fachada, de formas rectilíneas, abastardas, e de frontão triangular, infeliz obra de alvenaria barroca, setecentista, foi projectada para receber, angularmente, duas torres de secção quadrada: apenas se levantou a do lado sul, apilastrada, com remate cupular, populista. Grandes esferas de massa, se levantam nos acrotérios, e no eixo, tabela cega de cronograma sumido.
O portal, com janelão sobrepujante, vasado em falso alpendre, compõe-se de vergas e jambas graníticas, do tempo do Rei D. José I e posterior ao terramoto de 1755. Não tem qualquer merecimento arquitectónico. Lateralmente, embutidos nos alçados, antiga e tosca Via Sacra de pedra; na cornija dos beirais, algumas gárgulas zoomórficas, de barro cozido, trabalho de olaria popular alentejana.
Para visitar o interior da igreja é necessário pedir a chave à Junta de Freguesia ou perguntar pela responsável da chave.

### O retábulo da Matriz de Pavia
O retábulo da Igreja Matriz de Pavia representa a Conversão de São Paulo.Tem vindo a ser atribuído ao pintor eborense Francisco João e é, por alguns, considerada uma das suas melhores obras. 
De acordo com Francisco Bilou, "A movimentação dos corpos e a disposição dos elementos narrativos levam a crer que a fonte usada possa ser a estampa de Enea Vico, aberta à volta de 1540, ou outra que pode ter constituído modelo para uma pintura anónima quinhentista  italiana de indiscutível identidade com a obra de Pavia. No entanto, o soldado à esquerda com escudo pintado pode ter inspiração direta no painel da Ressurreição de Cristo pintado por Francisco de Campos em 1555 para a igreja de São Brás de Évora." 
A produção do retabulo durou aproximadamente duas décadas. 